# Jacques Colombier (homme politique)
Ne doit pas être confondu avec Jacques Cordonnier.
Pour les articles homonymes, voir Jacques Colombier et Colombier.
Jacques Colombier, né le 17 février 1952, est un homme politique français. Membre du Rassemblement national, il est député européen de 2018 à 2019.

## Biographie
Jacques Colombier naît le 17 février 1952.

### Carrière professionnelle
Il est agent immobilier de profession,.

### Parcours politique

#### Au sein du Front national
Il adhère au Front national en septembre 1975.
En 2003, il est évincé de la commission d'investiture du FN, au profit de proches de Marine Le Pen. En 2010, il dirige avec Bruno Subtil la campagne de Bruno Gollnisch pour le XIVe congrès du Front national.
Des dissensions apparaissent en 2014 au sein de la fédération FN de Gironde, mais les contestataires sont écartés,. En 2016, il cède la présidence de la fédération de Gironde à Edwige Diaz.
En 2015, il se considère comme un « bébé Le Pen ». Tenu pour un proche de Bruno Gollnisch, il « n'est pas en très bons termes » avec Marine Le Pen.

#### Élections législatives
Lors des élections législatives de 1988, il se présente dans la 3e circonscription de la Gironde. Il est éliminé au premier tour avec 8,52 % des suffrages.
Candidat dans la 1re circonscription de la Gironde aux élections législatives de 2002, il obtient 8,66 % des voix au premier tour. Aux élections législatives de 2007, il se présente dans la 2e circonscription de la Gironde et recueille 2,86 % des suffrages exprimés. Il est candidat dans la 5e circonscription de la Gironde lors des élections législatives de 2012 et réalise le score de 15,40 %.

#### Implantation locale
Aux élections cantonales de 1988, il se présente dans le canton de Bordeaux-7, mais n'est pas élu.
Il est élu conseiller régional d'Aquitaine en 1986. Le 11 juillet 1988, Jean Tavernier est élu à la présidence du conseil régional d'Aquitaine en remplacement de Jacques Chaban-Delmas, démissionnaire. Jacques Colombier devient alors vice-président délégué à l'urbanisme, à la santé et aux sports. Mais le Conseil d'État invalide l'élection de Jean Tavernier et de Jacques Colombier le 12 mai 1989, estimant que la règle du secret du vote a été enfreinte, et que, compte tenu de la courte majorité obtenue par les deux hommes, cette « absence de secret a pu avoir des conséquences sur le résultat du scrutin ». Le 5 juin 1989, l'élection partielle voit la réélection des sortants,. Le 26 mars 1990, les quatre élus FN se retirent de la majorité régionale et Jacques Colombier démissionne de son poste de vice-président,.
Jacques Colombier est conseiller municipal de Bordeaux de 1989 à 2008 et de 2014 à 2018. François Jay lui succède pour terminer le mandat municipal en cours (2014-2020).
Lors des élections régionales de 2015, il est élu conseiller régional en Aquitaine-Limousin-Poitou-Charentes, qui devient l'année suivante la région Nouvelle-Aquitaine. Il est réélu en 2021.

#### Député européen
Le 2 février 2018, à la suite de la mort d'Édouard Ferrand, Jacques Colombier devient député européen,. Touché dès lors par le cumul des mandats, il quitte le conseil municipal de Bordeaux pour se mettre en conformité avec la loi. Il ne se présente pas aux élections européennes de 2019 et quitte le Parlement européen le 1er juillet 2019.

### Affaire judiciaire
Depuis juillet 2021, le Parquet européen dirige, sur Jacques Colombier et Edwige Diaz, une enquête préliminaire pour « détournement de fonds publics, complicité et recel » après un signalement d'Anticor. À l'époque Edwige Diaz était l’assistante parlementaire de Jacques Colombier, lui-même député européen de 2018 à 2019,.
Le 11 octobre 2023, le parquet européen, après une enquête exhaustive visant Edwige Diaz, conclut à l'absence de preuves pertinentes du délit de détournement de fonds publics et classe l'affaire sans suite,.

### Vie privée
Il est marié et a une fille.
Il est le beau-frère de la femme politique Caroline Colombier, également membre du parti d'extrême droite.